# Prodiaphania vittata
Prodiaphania vittata är en tvåvingeart som först beskrevs av Macquart 1855.  Prodiaphania vittata ingår i släktet Prodiaphania och familjen parasitflugor. Inga underarter finns listade i Catalogue of Life.